# 松下武義
松下 武義（まつした たけよし、1938年2月10日 - ）は日本の実業家、徳間書店代表取締役相談役、多摩大学大学院経営情報学研究科客員教授、元・加州住友銀行代表取締役会長、元・東京総合信用代表取締役社長、クオーク初代代表取締役会長、元・大映代表取締役社長、元・徳間ジャパンコミュニケーションズ代表取締役会長。

## 来歴・人物
1938年生まれ。富山県高岡市出身。高岡市立中田小学校、高岡市立中田中学校を経て、富山県立高岡高等学校にて学んだ。上京し、学習院大学の政経学部に入学し、1960年に卒業する。
大学卒業後、住友銀行に入行する。1985年に取締役となり、以降1988年に常務、1991年に専務に就任した。1992年、住友グループに属する信販会社である東京総合信用の社長に就任した。1999年、東京総合信用と日本総合信用を合併させ、新たにクオークを設立すると、代表権を持つ会長に就任した。
2000年、徳間書店社長として徳間事業団を率いてきた徳間康快が急逝すると、一時的に牧田謙吾が社長代行を務めてきたが、翌年、松下が空席だった徳間書店社長に就任した。2001年には徳間ジャパンコミュニケーションズを第一興商に売却、2002年には大映を角川書店に売却するなど、徳間事業団の整理を推し進めた。2005年、徳間書店のスタジオジブリ事業本部を分社化することを決定し、スタジオジブリを再独立させた。2008年、岩渕徹に社長を譲り、自身は代表権を持つ会長に就任した。

## エピソード
経営者にとって必要な資質として「先見性、発想力、情熱、執念、感性、興味（を持つ）心など」を列挙したうえで、大学の勉強も重要だがそれだけでは不十分だと述べ、「現実の経営には経営者の人格、知識、能力がトータル的に求められ、興味力の強さは、組織の上に立つ人にとって大きな武器となる」と語っている。
小泉純一郎が提唱した経済政策には、批判的である。OECDベース名目GDPの推移などに基づき、その問題点を指摘したうえで「茲許ようやく経済は若干上向きに転じているが、彼等の政策によるものではない。破壊的なやり方で日本の富はどれだけ海外にとられたか考えてみる必要がある」と指摘している。さらに、「ビジネスマンのどんなに少なくみても6割以上、ひょっとしたら9割以上の人が現在の経済政策はおかしいと感じているにもかかわらず、小泉人気が高いのは不思議なこと」と述べたうえで、「後世になって今が歴史的にみて最悪の政策であったと言われるような気がする」と辛辣な批評を展開している。

## 略歴
- 1938年2月10日 - 富山県高岡市にて誕生。
- 1960年 - 学習院大学政経学部卒業。
- 1960年4月1日 - 住友銀行入行。
- 1985年4月1日 - 住友銀行取締役。
- 1988年4月1日 - 住友銀行常務取締役。
- 1991年4月1日 - 住友銀行専務取締役。
- 1991年4月1日 - 加州住友銀行代表取締役会長。
- 1992年4月1日 - 東京総合信用代表取締役社長。
- 1998年6月 - 東京総合信用会長。
- 1999年4月1日 - クオーク代表取締役会長。
- 1999年 - 多摩大学大学院経営情報学研究科客員教授。
- 2001年1月18日 - 徳間書店、大映、徳間ジャパンコミュニケーションズ。
- 2008年2月23日 - 徳間書店代表取締役会長。
- 2013年10月2日 - 徳間書店代表取締役相談役。

## 作品

### テレビアニメ
| 期間          | 期間          | 番組名     | 制作（放送局）                                                             | 役職 |
| ------------- | ------------- | ---------- | -------------------------------------------------------------------------- | ---- |
| 2007年5月12日 | 2007年12月1日 | 電脳コイル | 徳間書店 NHK教育テレビ NHKエンタープライズ バンダイビジュアル マッドハウス | 製作 |

### 映画
| 公開年 | 公開年   | 作品名                              | 制作（配給）                                                                                    | 役職         |
| ------ | -------- | ----------------------------------- | ----------------------------------------------------------------------------------------------- | ------------ |
| 2001年 | 7月20日  | 千と千尋の神隠し                    | 徳間書店 スタジオジブリ ウォルト・ディズニー・カンパニー 日テレ 電通 東北新社 三菱商事 （東宝） | 製作         |
| 2002年 | 7月20日  | 猫の恩返し                          | 徳間書店 スタジオジブリ ウォルト・ディズニー・カンパニー 日テレ 博報堂 三菱商事 （東宝）        | 製作         |
| 2002年 | 7月20日  | ギブリーズ episode2                 | 徳間書店 スタジオジブリ ウォルト・ディズニー・カンパニー 日テレ 博報堂 三菱商事 （東宝）        | 製作         |
| 2003年 | 7月26日  | 茄子 アンダルシアの夏               | 徳間書店 日テレ バップ 東急レクリエーション アスミック・エース マッドハウス （東宝）            | 製作         |
| 2003年 | 8月2日   | キリクと魔女 Kirikou et la Sorcière | スタジオジブリ 日テレ 博報堂 ニューセレント （アルバトロス・フィルム）                          | 日本語版製作 |
| 2004年 | 3月6日   | イノセンス                          | プロダクション・アイジー ポリゴン・ピクチュアズ スタジオジブリ （東宝）                         | 協力製作     |
| 2004年 | 11月20日 | ハウルの動く城                      | 徳間書店 スタジオジブリ ウォルト・ディズニー・カンパニー 日テレ 電通 三菱商事 （東宝）          | 製作         |
| 2009年 | 4月11日  | 島田洋七の佐賀のがばいばあちゃん    | 徳間書店 島田オフィス トライファースト （九州シネマ・エンタープライズ） （ジョリー・ロジャー）  | 製作総指揮   |

### OVA
| 期間          | 期間          | 題名                         | 制作                                   | 役職 |
| ------------- | ------------- | ---------------------------- | -------------------------------------- | ---- |
| 2002年3月29日 | 2002年7月26日 | 私立荒磯高等学校生徒会執行部 | 徳間書店 ムービック 日本アニメーション | 製作 |

## 書籍
- 経営と権力（2000年、日本放送出版協会） ISBN 9784140805404